# Carmina y amén
Carmina y amén es una película española escrita y dirigida por Paco León, protagonizada por Carmina Barrios, María León, Paco Casaus y Yolanda Ramos. Se estrenó en España el 30 de abril de 2014. Es la secuela de Carmina o revienta (2012), ópera prima del director y, al igual que la primera parte, centra su protagonismo en la madre y la hermana de Paco León.

## Argumento
Tras el inesperado fallecimiento de su esposo, Carmina (Carmina Barrios) logra convencer a su hija María (María León) para mantener en silencio el suceso hasta que transcurran al menos dos días y poder así cobrar una paga extraordinaria del difunto. Escondido el cadáver, harán todo lo posible para que la situación no sea descubierta por nadie en la popular barriada sevillana en la que residen.

## Reparto principal
- Carmina Barrios es Carmina.
- María León es María.
- Paco Casaus es Antonio.
- Yolanda Ramos es Yoli.
- Paco León es Hombre entierro.
- Teresa Casanova es Teresa.
- Manolo Solo es Doctor.

## Premios
| Año  | Premio             | Categoría               | Nominado/a    | Resultado |
| ---- | ------------------ | ----------------------- | ------------- | --------- |
| 2014 | Festival de Málaga | Mejor actriz de reparto | Yolanda Ramos | Ganadora  |
| 2014 | Festival de Málaga | Mejor guion             | Paco León     | Ganador   |
| 2014 | Premios Goya       | Mejor actriz revelación | Yolanda Ramos | Nominada  |